# Aéroport de Chandigarh
Pour les articles homonymes, voir IXC.
L'aéroport de Chandigarh (code IATA : IXC • code OACI : VICG) est un aéroport international situé à Chandigarh, capitale des États du Pendjab et de l'Haryana, en Inde.

## Situation
| \| 300 km1:23 714 000 \| Delhi Bombay Madras Bangalore Calcutta Hyderabad Cochin Ahmedabad Goa Pune Thiruvananthapuram Calicut Lucknow Guwahati Srinagar Jaipur Bhubaneswar Coimbatore Nagpur Indore Mangalore Visakhapatnam Patna Amritsar Chandigarh Tiruchirappalli Jammu Raipur Bénarès Agartala Port Blair Vadodara Imphal Bagdogra Madurai Bhopal Ranchi Aurangabad Udaipur Leh Tirupati Rajkot Jodhpur Dehradun Dibrugarh Silchar Gaya Cannanore Vijayawada Surate Durgapur Jamnagar Belagavi Hubli-Dharwad Khajurâho Nanded Aizawl Dimapur Agra Bathinda |
| 300 km1:23 714 000 |

## Compagnies aériennes et destinations
| Compagnies        | Destinations | Refs. |
| ----------------- | --- | ----- |
| AirAsia India     | Bangalore-Kempegowda, Delhi-Indira Gandhi, Bombay-Chhatrapati-Shivaji                                                                                 |       |
| Air India         | Delhi-Indira Gandhi, Leh, Bombay-Chhatrapati-Shivaji, Nanded, Pune                                                                                    | ,     |
| Alliance Air      | Delhi-Indira Gandhi, Dharamsala (en) | [ 1 ] |
| Air India Express | Charjah |       |
| GoAir             | Ahmedabad-Sardar-Vallabhbhai-Patel, Bangalore-Kempegowda, Delhi-Indira Gandhi, Goa-Dabolim, Hyderabad-R. Gandhi, Bombay-Chhatrapati-Shivaji, Srinagar | [ 3 ] |
| IndiGo            | Ahmedabad-Sardar-Vallabhbhai-Patel, Bangalore-Kempegowda, Madras (Chennai), Delhi-Indira Gandhi, Hyderabad-R. Gandhi, Bombay-Chhatrapati-Shivaji      | [ 4 ] |

Édité le 21/01/2020

## Statistiques
Pour des raisons techniques, il est temporairement impossible d'afficher le graphique qui aurait dû être présenté ici.

Voir la requête brute et les sources sur Wikidata.